# Ola Svensson (fotbollsspelare)
Mats Ola Svensson, född 6 april 1964 i Martin Luthers församling, i Halmstad, är en svensk före detta fotbollsspelare som under 1980- och 1990-talet spelade allsvensk fotboll i Halmstads BK och senare även IFK Göteborg. 
Svensson spelade totalt 272 A-lagsmatcher och gjorde 29 mål för IFK Göteborg mellan 1988 och 1994, varav 103 matcher och 12 mål i Allsvenskan. Han blev utsedd till Årets ärkeängel 1990.
Svensson var uttagen till den svenska fotbollstruppen till OS i Seoul 1988.

### Webbkällor
- Landslagsstatistik på svenskfotboll.se